# Paramicromerys madagascariensis
Paramicromerys madagascariensis is een spinnensoort uit de familie trilspinnen (Pholcidae). De soort komt voor in Madagaskar en is de typesoort van het geslacht Paramicromerys.